# Miguel Ángel García Pérez-Roldán
Miguel Angel García Pérez-Roldán, conegut futbolísticament com a Corona (nascut el 2 de febrer de 1981 a Talavera de la Reina), és un exfutbolista professional castellanomanxec, i actualment director esportiu de la UD Almería.